# Sveriges Kommunikationer

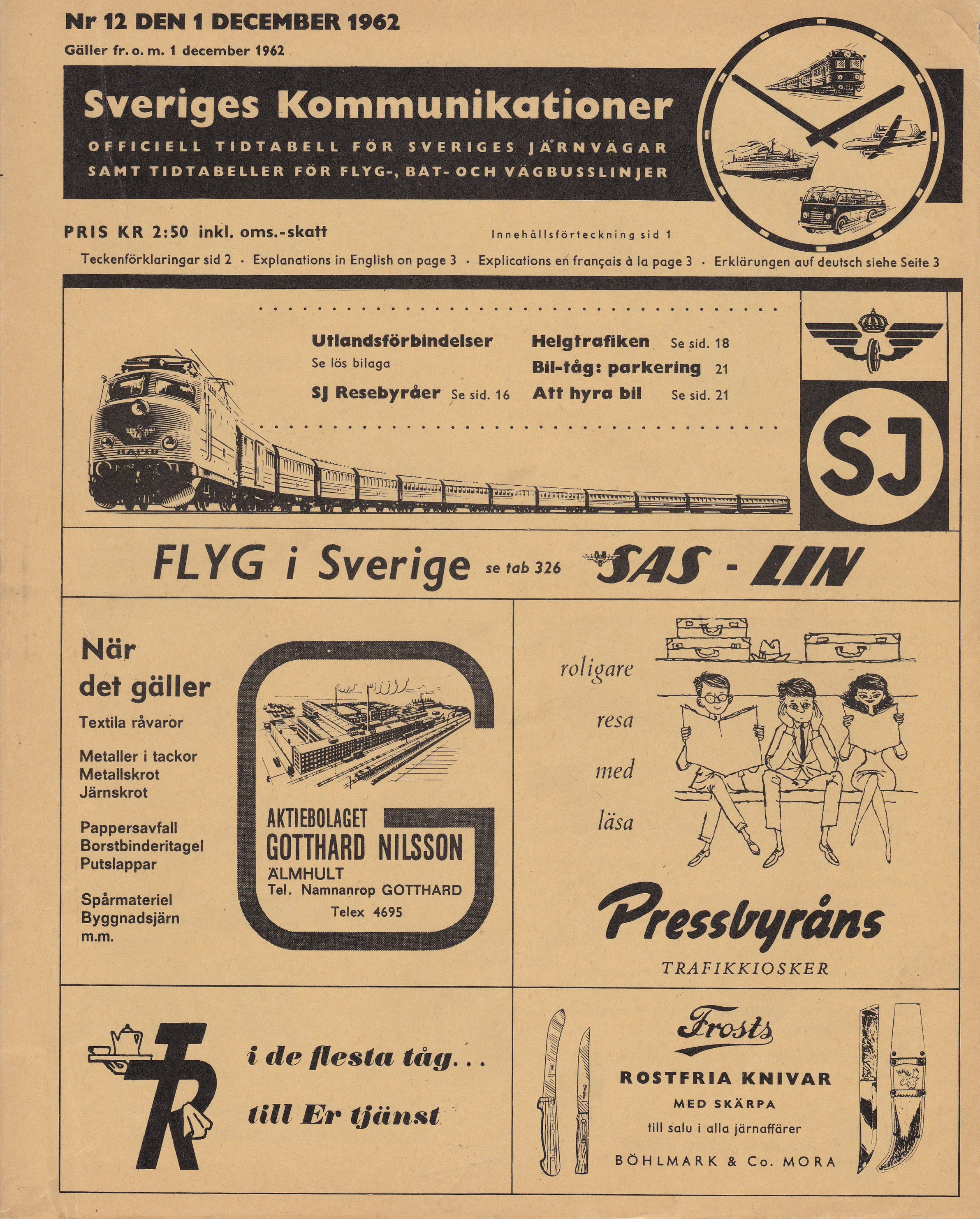
Sveriges Kommunikationer december 1962

Sveriges Kommunikationer var en månatligen utkommande publikation som existerade 1867-1981, vars viktigaste uppgift var att tillhandahålla järnvägstidtabeller för persontrafik från samtliga järnvägsoperatörer samlade i en publikation.

## Innehåll
Sveriges kommunikationer fungerade som officiell tidtabell för samtliga Sveriges järnvägar. Dock innehöll Sveriges kommunikationer mycket annan information både utanför och innanför järnvägens område. De alltid förekommande delarna var:
- Karta över Sveriges samtliga järnvägslinjer med angivna tabellnummer
- Innehållsförteckning samt sakregister
- Teckenförklaring på svenska, engelska, franska samt tyska
- Förteckning över Sveriges järnvägslinjer
- Meddelande från Kungliga Järnvägsstyrelsen
- Information om befordrings-, biljett- och taxebestämmelser samt pass-, tull- och valutabestämmelser
- Allmän information om järnvägsstationer och järnvägstrafik
- Register å järnvägs-, vägbuss- och ångbåtsstationer
- Snabbtidtabell till större orter i Sverige och Europa
- Tåg och färjeturer till utlandet
- Tidtabeller för järnvägarna inom Sveriges gränser med tabellnummer 1-300
- Flyg- och färjeförbindelser innanför och utanför landets gränser
- Tidtabell för vägbusslinjer och postdiligenser, uppdelade efter bussbolag (efter 1960-talet uppdelade efter busslinjegrupp)
- Information från Sveriges kommunikationers hotellavdelning

Då tidtabellen rent formellt inte hade några band till Statens järnvägar var den till viss del finansierad av reklamintäkter från annonser tryckta både på omslaget till och inuti publikationen. Varje publikation kostade också en viss summa att köpa, 15 kr vid nedläggningen 1981.

## Bilagor
I vissa av numren av Sveriges kommunikationer förekom det olika typer av bilagor, som medföljde gratis. Ibland var det rent kommersiella bilagor såsom "SJ:s sommarnöje" och "SJ:s vinternöje", där olika typer av resepaket erbjöds. Ibland var det dock bilagor som var av mer informationsmässig natur. Exempel på sådana bilagor var "Tåg till utlandet" som följde med i vissa av Sveriges kommunikationers nummer. Den stora Sverigekartan följde med som bilaga i varje maj-nummer, vilket bidrog till att detta nummer blev bland de populärare.

## Utgivning
Publikationen kom ut varje månad, men juninumret var det viktigaste, eftersom Statens Järnvägar (SJ) brukade byta tidtabell runt 10 juni. Tidtabellsbytet i september var mindre radikalt, då tåglägena bibehålls för de tåg som går året runt, medan justeringar i gångtider m.m. gjordes i juni.
Sommarmånadernas omslag var ljusblått, medan övriga nummer var gula eller orangeröda. Andra varianter förekom tidigare.
Alla SJ:s tågförbindelser fanns med, men SJ:s busstrafik och andra trafikföretag annonserade sina tidtabeller i allt mindre utsträckning med tiden.

## Nedläggning
Efter nr. 5 1981 ersattes Sveriges Kommunikationer med Rikstidtabellen. Detta år hade SJ genomfört sin övergång till ett datoriserat tidtabellssystem, så alla tidtabeller togs fram automatiskt från en gemensam databas. En stor del av denna publikation utgjordes av "direkttabeller" mellan utvalda orter, alla förbindelser inklusive byten, ungefär som de sökningar efter tågförbindelser man numera kan göra på internet. Publikationen bytte senare namn och slutligen upphörde utgivningen. Efter att Rikstidtabellen upphört att utges så ersattes denna av "Resplus Tågtider" som utgavs av Samtrafiken. Då Samtrafiken och tågtrafikbolagen ansåg att det inte fanns behov av någon tidtabellsamling så upphörde utgivningen efter numret som gällde perioden 11 december 2011-30 juni 2012.